# 隆波烈
隆波烈（1933年1月3日—1975年4月17日），柬埔寨政治家，是高棉共和國最後一任總理。

## 生平
隆波烈出生於柬埔寨干丹省Chbar Ampéou。1946年至1952年，他就讀金邊西索瓦公立中學，1953年至1955年於法國學習，然後返回到柬埔寨，於財政部工作。
1958年，隆波烈被选举为上丁省国会议员，为最年轻的国会议员。同年短暂地担任过劳工和社会行动部副秘书，1962年再度当选国会议员。在此期间，他成为一位知名的浪漫故事作者，其中许多是发表在报纸上的。他被任命为财政部的国务秘书，但他公开反对西哈努克于1963年11月作出的将银行及对外贸易国有化的决定，被迫辞职。1966年的选举中他保留了议会席位。
1970年朗诺政变后，隆波烈于1971年至1972年任新闻部长，1972年至1973年任外交部长。1973年12月9日，他继英丹之后就任高棉共和国总理。1974年4月2日，成为执行委员会的四名成员之一，另外三人是朗农、西索瓦·施里玛达和索斯丹尼·费尔南德。
1975年红色高棉军队逼近金边。4月8日，他在泰国曼谷與紅色高棉的代表協商，企圖透過和平協議來解決柬埔寨內戰，但失敗。红色高棉宣布将朗诺、西索瓦·施里玛达、隆波烈、山玉成、英丹、郑兴、索斯丹尼·费尔南德列为“七大卖国贼”，声称在共产主义革命胜利后要将他们就地处决。红色高棉占领金边前夕，美国大使John Gunther Dean曾建议他前往美国避难，但隆波烈与许多高棉共和国官员一样选择留在金边。
John Gunther Dean后来评价称隆波烈是一位称职而且能干的年轻人。4月12日美国外交官撤离的时候担心隆波烈的危险，要求他带着自己的妻儿一起离开金边。不过隆波烈拒绝了，因为他坚信自己的生命没有危险。据沙索沙康和英国记者Jon Swain的说法，在4月17日金边陷落的前夕，隆波烈还决定留在柬埔寨，认为自己可以与红色高棉进行某种对话。当他意识到这是不可能的时候，他带着家人乘坐吉普车跑向机场，试图离开这个国家。他们登上一架直升机的时候，却被一名军官粗暴地推了下去。直升机最终起飞，隆波烈一家被红色高棉俘虏。
隆波烈一家在同一天被贵敦宣布死刑，立即处决。不久后，施里玛达、朗农也被红色高棉逮捕，以叛国罪处决。

## 外部連結
- LA CONSTRUCTION DU CAMBODGE EN DEBAT (1954-1959) （页面存档备份，存于）
- Interview with John Gunther Dean on his experience as US Ambassador to Cambodia, 1974-75.
- BBC News, "US Pulls Out of Cambodia," April 12, 1975. （页面存档备份，存于）